# Arichanna flavovenaria
Arichanna flavovenaria är en fjärilsart som beskrevs av John Henry Leech 1897. Arichanna flavovenaria ingår i släktet Arichanna och familjen mätare. Inga underarter finns listade i Catalogue of Life.